# シロヘム

シロヘムの構造

シロヘム(Siroheme)は、硫黄や窒素の6電子還元を行うためにいくつかの酵素が補因子として用いるヘム様の物質である。シロヘムは、ウロポルフィリノーゲンIII、ヘム、ビタミンB12前駆体から合成される。硫黄同化経路においては、亜硫酸塩を生物が利用可能な硫化物に変換し、ホモシステインに取り込ませるという中心的な役割を果たしている。